# Liste der Monuments historiques in Auberive
Die Liste der Monuments historiques in Auberive führt die Monuments historiques in der französischen Gemeinde Auberive auf.

## Liste der Immobilien
| Bezeichnung      | Beschreibung | Standort                  | Kennzeichnung | Schutzstatus                  | Datum          | Bild           |
| ---------------- | --- | ------------------------- | ------------- | ----------------------------- | -------------- | -------------- |
| Kloster Auberive | Zisterzienserkloster, vor 1135 gegründet, in der zweiten Hälfte des 18. Jahrhunderts grundlegend umgebaut, nach der Französischen Revolution aufgelöst, ab 1856 Frauengefängnis, anschließend wieder Kloster, heute Ausstellungsort; Abtsgebäude, West- und Nordflügel des Kreuzgangs, Konventsgebäude, Kirchenruine, Eingangspavillons, zwei Brücken, Mühle, Taubenturm und Einfassungsmauer, 13. bis 18. Jahrhundert; Strafkolonie mit Kirche, zweite Hälfte des 19. Jahrhunderts | Rue de l’Abbatiale (Lage) | PA00078942    | Classé Inscrit Classé Inscrit | 1956 2004 2006 | weitere Bilder |

## Liste der Objekte
| Bezeichnung                      | Beschreibung                          | Standort                      | Kennzeichnung | Schutzstatus | Datum | Bild |
| -------------------------------- | ------------------------------------- | ----------------------------- | ------------- | ------------ | ----- | ---- |
| Gemälde Unterweisung Mariens     | Ölfarbe auf Leinwand, 17. Jahrhundert | in der Kirche Ste-Anne (Lage) | PM52000043    | Classé       | 1978  |      |
| Gemälde Heiliger Franz Xaver     | Ölfarbe auf Leinwand, 17. Jahrhundert | in der Kirche Ste-Anne (Lage) | PM52000044    | Classé       | 1978  |      |
| Gemälde Maria Magdalena im Gebet | Ölfarbe auf Leinwand, 17. Jahrhundert | in der Kirche Ste-Anne (Lage) | PM52000045    | Classé       | 1978  |      |
| Relief Taufe Christi             | Kalkstein, 1868 von Jules Naudet      | in der Kirche Ste-Anne (Lage) | PM52001685    | Inscrit      | 1978  |      |
| Tor                              | Schmiedeeisen, 18. Jahrhundert        | Route de Chatillon (Lage)     | PM52000046    | Classé       | 1956  |      |
| Taufbecken                       | Kalkstein, 1869 von Jules Naudet      | in der Kirche Ste-Anne (Lage) | PM52001686    | Inscrit      | 1978  |      |